# 샤르코우스키 정리
동역학계 이론에서 샤르코우스키 정리(Шарковський 定理, 영어: Sharkovskii’s theorem)는 구간 위의 연속 사상이 가질 수 있는 주기점의 주기들의 집합을 분류하는 정리다. 이에 따르면, 가능한 주기들의 집합은 양의 정수들 위의 어떤 특정한 전순서의 꼬리이다.

## 정의
양의 정수의 집합 {\displaystyle \mathbb {Z} ^{+}} 위에 다음과 같은 함수를 정의하자.
{\displaystyle f\colon \mathbb {Z} ^{+}\to (\mathbb {N} \cup \{\infty \})\times \mathbb {Z} }
{\displaystyle f\colon 2^{a}(2b+3)\mapsto (a,b)\qquad (a,b\in \mathbb {N} )}
{\displaystyle f\colon 2^{a}\mapsto (\infty ,-a)\qquad (a\in \mathbb {N} )}
{\displaystyle (\mathbb {N} \cup \{\infty \})\times \mathbb {Z} } 위에 사전식 순서를 줄 수 있다. 이 전순서를 {\displaystyle f}를 통해 {\displaystyle \mathbb {Z} ^{+}}에 부여할 수 있는데, 이를 샤르코우스키 순서(Шарковський順序, 영어: Sharkovskii order)라고 한다. 즉, 이는 다음과 같다.
{\displaystyle 3\prec 5\prec 7\prec 9\prec \cdots \prec 2\cdot 3\prec 2\cdot 5\prec 2\cdot 7\prec \cdots \prec 2^{2}\cdot 3\prec 2^{2}\cdot 5\prec \cdots \prec 2^{3}\prec 2^{2}\prec 2^{1}\prec 2^{0}}
구간 {\displaystyle I\subseteq \mathbb {R} } 위에 정의된 함수
{\displaystyle \phi \colon I\to I}
의 주기점(영어: periodic point)은
{\displaystyle \overbrace {\phi \circ \cdots \circ \phi } ^{k}(x)=\phi ^{k}(x)=x}
인 {\displaystyle k\in \mathbb {Z} ^{+}}가 존재하는 점이며, 이러한 최소의 양의 {\displaystyle k}를 주기점의 최소 주기(영어: least period)라고 한다. 예를 들어, 고정점은 최소 주기가 1인 주기점과 같다.
샤르코우스키 정리에 따르면, 만약 {\displaystyle \phi \colon I\to I}가 연속 함수이며, {\displaystyle \phi }가 최소 주기가 {\displaystyle n\in \mathbb {Z} ^{+}}인 주기점을 갖는다면, 모든 양의 정수 {\displaystyle m\succ n}에 대하여 최소 주기가 {\displaystyle m}인 {\displaystyle \phi }의 주기점이 존재한다. 특히, 만약 최소 주기가 3인 주기점이 존재한다면, 모든 양의 정수에 대하여 해당 최소 주기를 갖는 주기점이 존재한다.
또한, 샤르코우스키 정리의 역도 성립한다. 즉, 임의의 {\displaystyle n\in \mathbb {Z} ^{+}}에 대하여, {\displaystyle \{m\in \mathbb {Z} ^{+}\colon m\succeq n\}}이 최소 주기들의 집합인 연속 함수 {\displaystyle f\colon I\to I}가 존재한다.

### 리-요크 정리
구간 {\displaystyle I} 위의 연속 함수 {\displaystyle \phi \colon I\to I}가 최소 주기 3의 주기점을 갖는다면, 샤르코우스키 정리에 따라 모든 최소 주기의 주기점들이 존재한다. 리-요크 정리([李]-Yorke定理, 영어: Li–Yorke theorem)에 따르면, 최소 주기 3의 주기점이 존재한다면 다음 네 조건을 만족시키는 부분 집합 {\displaystyle S\subset I}가 존재한다.
- {\displaystyle S}는 주기점들을 포함하지 않는다.
- {\displaystyle |S|=2^{\aleph _{0}}}이다.
- 임의의 {\displaystyle x,y\in S}에 대하여 ({\displaystyle x\neq y}),
{\displaystyle \limsup _{n\to \infty }|\phi ^{n}(x)-\phi ^{n}(y)|>0}
{\displaystyle \liminf _{n\to \infty }|\phi ^{n}(x)-\phi ^{n}(y)|=0}
- 임의의 {\displaystyle x\in S} 및 주기점 {\displaystyle y\in I\setminus S}에 대하여,
{\displaystyle \limsup _{n\to \infty }|\phi ^{n}(x)-\phi ^{n}(y)|>0}

## 예
로지스틱 사상의 경우, {\displaystyle r\gtrsim 1+{\sqrt {8}}}인 경우 최소 주기가 3인 주기점이 존재한다. 따라서, 이 경우 로지스틱 사상은 모든 가능한 최소 주기의 주기점이 존재한다. 그러나 이들은 (주기 3을 제외하면) 모두 불안정 주기점이며, 따라서 분기도에 나타나지 않는다.
샤르코우스키 정리는 고차원에서 성립하지 않으며, 또 구간이 아닌 다른 위상에서도 성립하지 않는다. 예를 들어, 원 {\displaystyle \mathbb {R} /\mathbb {Z} } 위에서 {\displaystyle x\mapsto x+1/3}의 경우 모든 점이 최소 주기 3의 주기점이지만, 다른 최소 주기의 주기점은 존재하지 않는다.

## 역사
샤르코우스키 정리는 올렉산드르 미콜라요비치 샤르코우스키(우크라이나어: Олекса́ндр Миколайович Шарко́вський, 러시아어: Алекса́ндр Никола́евич Шарко́вский 알렉산드르 니콜라예비치 샤르콥스키[*])가 1964년에 증명하였다.
샤르코우스키의 업적은 서방 수학에서는 거의 알려지지 않고 있었다. 이후 1975년에 리톈옌(중국어: 李天岩, 병음: Lǐ Tiānyán, 한자음: 이천암, 영어: Tien-Yien Li)과 제임스 요크(영어: James A. Yorke)는 리-요크 정리를 통해 주기 3의 경우의 샤르코우스키 정리의 특수한 경우를 재증명하였다. 리톈옌과 요크는 샤르코우스키의 논문에 대하여 몰랐으나, 이후 샤르코우스키의 업적이 혼돈 이론의 일부로 재조명되었다. 리톈엔과 요크의 1975년 논문은 또한 "혼돈"(영어: chaos 케이오스[*])이라는 용어가 전문 용어로 최초로 사용된 문헌이다.

## 참고 문헌
1. 1 2  Li, Tien-Yien; Yorke, James A. (1975년 12월). “Period three implies chaos”. 《The American Mathematical Monthly》 (영어) 82 (10): 985–992. doi:10.2307/2318254. JSTOR 2318254.
2. ↑  Zhang, Cheng (2010년 10월). “Period three begins”. 《Mathematics Magazine》 (영어) 83: 295–297.
3. ↑  Шарковский, А. Н. (1964). “Сосуществование циклов непрерывного преобразования прямой в себя”. 《Украинский математический журнал》 (러시아어) 16 (1): 61-71. ISSN 0041-6053.

- Teschl, Gerald (2012). 《Ordinary differential equations and dynamical systems》 (영어). American Mathematical Society. ISBN 978-0-8218-8328-0.
- Misiurewicz, Michał (1997년 11월). “Remarks on Sharkovsky’s theorem”. 《The American Mathematical Monthly》 (영어) 104 (9): 846-847. doi:10.2307/2975290. JSTOR 2975290.
- Sharkovsky, Aleksandr Nikolayevich (2008). “Sharkovsky ordering”. 《Scholarpedia》 (영어) 3 (5): 1680. doi:10.4249/scholarpedia.1680. ISSN 1941-6016.
- “Remarks on Sharkovsky’s theorem”. 《Rocky Mountain Journal of Mathematics》 (영어) 15 (2): 565–570. doi:10.1216/RMJ-1985-15-2-565. ISSN 0035-7596. MR 823266. Zbl 0585.58031.

## 같이 보기
- 혼돈 (수학)
- 분기 (동역학계)